# Maurice Hasson
Maurice Hasson   (6 de juliol de 1934) és un violinista franco-veneçolà.

## Biografia
Va estudiar al Conservatori de París amb Line Talluel i Joseph Calvet, guanyant un primer premi de violí, un "Grand Prix" de música de cambra i el primer premi "Prix d'Honneur" concedit en 60 anys. Va ser guardonat amb el Thibaud. Concurs de violí 1953, on va conèixer a Henryk Szeryng, que es convertiria en el seu professor durant molts anys. Va emigrar amb la seva primera dona, la pianista Monique Duphil, i les seves dues filles a Veneçuela de 1960 a 1973.
Quan es va traslladar a Londres el 1973, va debutar als concerts del Royal Albert Hall Promenade, interpretant el Concert núm. 1 de Paganini i el seu debut als Estats Units amb la Cleveland Orchestra dirigida per Lorin Maazel el 1978. Des de llavors ha actuat amb pràcticament tots els principals orquestres a Europa, Israel i Estats Units sota la batuta de Sir Colin Davis, Yehudi Menuhin, Kurt Masur, Eliahu Inbal, David Zinman, Sir Simon Rattle, Sir Andrew Davis i Gustavo Dudamel per citar només alguns. El 1976, va gravar el Doble Concert de Bach amb Szeryng i l'Acadèmia de St. Martin's in the Fields, dirigit per Sir Neville Marriner.
El concert per a violí de Castellanos Yumar va ser dedicat a Hasson. Hasson ha rebut la Medaille de Vermeil de la ciutat de París i ha rebutjat els honors del govern veneçolà. Va ser propietari del 'Benvenuti, Halphen' Stradivarius de 1727 fins al 2005.
Hasson resideix a Londres amb la seva segona dona, Janet Hoogesteijn, amb qui té dos fills i cinc néts, i va ocupar una càtedra de violí a la Royal Academy of Music del 1986 al 2015.
Hasson ha rebut la Medaille de Vermeil de la ciutat de París i ha rebutjat els honors del govern veneçolà. Va ser propietari del 'Benvenuti, Halphen' Stradivarius de 1727 fins al 2005.